# Леал Соуза Лима, Пауло Витор
Пауло Витор Леал Соуза Лима (порт. Paulo Vitor Leal Sousa Lima, более известный, как Пауло Витор порт. Paulo Vitor; род. 19 июля 2001, Императрис, Мараньян) — бразильский футболист, защитник клуба «Акрон», выступающий на правах аренды за клуб «Витория (Гимарайнш)».

## Клубная карьера
Пауло Витор — воспитанник клуба «Императрис». 30 января 2021 года в поединке Копа Нордесте против «Сентро Спортиво Алагоано» Витор дебютировал за основной состав. 4 июля в матче против «Мото Клуб МА» он дебютировал в бразильской Серии D. В 2022 году Пауло перешёл в «Ботафого Жуан-Песоа». 9 апреля в матче против «Сан-Хосе» он дебютировал в бразильской Серии C. Летом того же года Витор на правах аренды перешёл в португальский «Насьонал Фуншал». В матче против ковильянского «Спортинга» он дебютировала в Сегунда лиге. В 2023 году Пауло подписал контракт с «Магуари» и сразу же был отдан в аренду «Насьонал Фуншал».
В 2024 году Витор подписал контракт с российским клубом «Акрон». 20 июля в матче против столичного «Локомотива» он дебютировал в РПЛ.
С приходом румынского футболиста Йонуца Неделчару в зимнее межсезонье перестал попадать в стартовый состав, и 3 июля 2025 года перешёл в португальский клуб Витория (Гимарайнш) на правах аренды до конца сезона 2025/26.